# Region San Martín
Die Region San Martín [sanmaɾˈtin] (span. Región San Martín, Quechua San Martín suyu) ist eine in den Anden gelegene Region im Norden Perus. Die Region grenzt im Norden an die Regionen Loreto und Amazonas, im Süden an Huánuco und im Westen an La Libertad.

## Bevölkerung, Fläche
Auf einer Fläche von 51.253,31 km² leben einer Schätzung von 2015 zufolge etwa 840.800 Menschen.

## Geografie

### Flüsse
Río Huallaga und seine wichtigsten Zuflüsse: Río Mayo, Río Saposoa, Río Huayabamba und Río Tocache.

### Pässe
Dos Cruces (auf 4350 m) in der Provinz Mariscal Cáceres; Ventanas (auf 4200 m) in der Provinz Pataz und Tahgarana (auf 1500 m) in der Provinz Lamas.

### Pongos
Caynarachi (auf 350 m) in Lamas; De Aguirre (auf 500 m) und Huamanhuasi in San Martín.

### Seen
El Sauce (auch Laguna Azul, „blauer See“ genannt).

### Flughäfen
Im Folgenden die Flughäfen in der Region San Martín mit IATA- und ICAO-Flughafencode:
| Ort        | IATA | ICAO | Flughafen                                            |
| ---------- | ---- | ---- | ---------------------------------------------------- |
| Bellavista | BLP  | SPBL | Huallaga Airport                                     |
| Juanjuí    | JJI  | SPJI | Juanjuí Airport                                      |
| Moyobamba  | MBP  | SPBB | Moyobamba Airport                                    |
| Rioja      | RIJ  | SPJA | Juan Simons Vela Airport                             |
| Saposoa    | SQU  | SPOA | Saposoa Airport                                      |
| Tarapoto   | TPP  | SPST | Aeropuerto Cadete FAP Guillermo del Castillo Paredes |
| Tocache    | TCG  | SPCH | Tocache Airport                                      |
| Uchiza     | UCZ  | SPIZ | Uchiza Airport                                       |

## Hauptstadt
Die Hauptstadt ist Moyobamba. Die Region wurde nach dem Befreier José de San Martín benannt. Das wirtschaftliche Zentrum San Martíns ist die Stadt Tarapoto.

## Tourismus
In der Provinz Mariscal Cáceres im Westen der Region San Martín liegt der Nationalpark Río Abiseo, den die UNESCO 1990 zum Weltkultur- und Weltnaturerbe erklärt hat. Der Nationalpark hat eine vielfältige und artenreiche Tier- und Pflanzenwelt, darunter auch einige vom Aussterben bedrohte Arten. Außerdem beherbergt der Nationalpark 36 präkolumbische Stätten, die größte und archäologisch bedeutendste ist Gran Pajatén. Die Anfang der 1960er Jahre wiederentdeckte Stätte wurde um ca. 200 n. Chr. besiedelt und wird der Chachapoya-Kultur zugerechnet; allerdings gibt es im Park auch Funde anderer Kulturen, die sogar auf 1500 v. Chr. datieren.

## Administrative Gliederung
Die Region ist in zehn Provinzen und 77 Distrikte gegliedert.
| Provinz          | Hauptstadt       |
| ---------------- | ---------------- |
| Bellavista       | Bellavista       |
| El Dorado        | San José de Sisa |
| Huallaga         | Saposoa          |
| Lamas            | Lamas            |
| Mariscal Cáceres | Juanjuí          |
| Moyobamba        | Moyobamba        |
| Picota           | Picota           |
| Rioja            | Rioja            |
| San Martín       | Tarapoto         |
| Tocache          | Tocache          |